# Seno Enrique
Seno Enrique (spanisch; in Argentinien Seno Recodo ‚Gekrümmte Bucht‘) ist eine Bucht im Südwesten der Brabant-Insel im Palmer-Archipel westlich der Antarktischen Halbinsel. Sie liegt 5 km nordwestlich des Strath Point an der Basis der Hulot-Halbinsel.
Chilenische Wissenschaftler benannten sie nach Enrique Cordovez Madariaga von der chilenischen Marine, Beobachter auf dem Schiff Primero de Mayo während einer argentinischen Antarktisexpedition im Jahr 1943.